# Pojišťovnictví
Pojišťovnictví je specializovaná oblast finančnictví, jež pomáhá zajišťovat pojištěné fyzické a právnické osoby (pojištěnce) proti újmám na hodnotách jako jsou majetek, zdraví a život. Pojištěné hodnoty jsou ohrožovány přesně definovanými riziky. Tím se vytváří prostor pro činnost specializovaných institucí nazývaných pojišťovny.
Pojišťovnictví lze charakterizovat jako specifický ekonomický obor řešící minimalizaci rizik ekonomických a neekonomických činností člověka.

## Historie
Pojištění nebylo zprvu prováděno na komerční bázi, ale hlavně na bázi „vzájemnostního pojištění“ pro uzavřenou skupinu osob. Vznikaly různé vzájemné pojišťovací spolky, které sdružovaly finanční prostředky. Ty kryly z části následky vzniklých nahodilých událostí jednotlivých členů skupin a to podle stanov těchto spolků. Později nabývala ochrana proti riziku stále častěji komerčního charakteru. Další vývoj pojišťovnictví souvisel nejen s nástupem nových rizik a rozvojem ekonomiky, ale také s lidským poznání na poli několika dalších oborů (medicína, matematika, statistika).
První případy mající základní znaky pojišťovnictví jsou doložené z archeologických nálezů pocházejících už ze starého Egypta z období kolem roku 2500 před naším letopočtem. Z této doby jsou známy dohody kameníků, kteří společně hradili náklady na pohřeb svého druha (dohody kameníků při stavbě pyramid). V Aténách kolem roku 400 př. n. l. vznikla obdoba sociálního pojištění, kdy při zmrzačení ve válce dostali vojáci odškodné. Později ve starověkém Řecku sjednávali majitelé lodí s kupci dohody, že při ztroskotání lodí a ztrátě nákladu ponesou vzniklé ztráty společně. Tato jednání měla již první znaky solidárnosti jako základního kamene budoucího pojišťovnictví.
Historicky první datovaná pojišťovací smlouva byla uzavřena dne 13. února 1343 mezi Amiguetem Pinellem a Tomasem Grillem, za účasti notáře v Pise, Itálii. Do té doby byly substituovány veškeré oficiální pojišťovací dohody pouze námořními smlouvami.
S rozvojem průmyslové revoluce a vytvářením městských aglomerací přestala původní forma vzájemné solidarity vyhovovat a začaly se budovat první zárodky moderního pojišťovnictví připomínající formu, jakou známe dnes. Mezi průkopníky počátků moderního pojišťovnictví patřily především přímořské státy. Postupem času si mezi nimi vedoucí postavení vybudovala Anglie, která měla dostatek kapitálu a zájem potenciálních klientů. 
Podle profesorky Evy Ducháčkové je vhodnější považovat za datum počátku působení až rok 1827, kdy byla založena první pojišťovna. Uvádím podle osobního sdělení ze dne 21. listopadu. 2017. Datum 1827 je považováno za samozřejmý počátek pojišťovnictví v Českých zemích i ve třetím díle Miroslava Marvana. Uvádí zde například plaketu vydanou Českou státní pojišťovnou k výročí 150 let českého pojišťovnictví (1977), ale i vydané poštovní známky. Přikláním se k datu (počátku pojišťovnictví) vydání císařského patentu, nikoliv k navázání vzniku pojišťovnictví až na vznik soukromé firmy.
Za datum oficiálního vzniku pojišťovnictví na území Českých zemí můžeme považovat datum vydání císařského patentu, tedy 4. září 1819, nikoliv až následný vznik soukromé pojišťovny. Na našem území již totiž minimálně tři cizozemské pojišťovny působily, ovšem bez oficiálního povolení.

### Počátky českého pojišťovnictví (1827–1898)
Stanovy nejstarší vzájemné požární pojišťovny v Praze s názvem Císařsko královský privilegovaný český společný náhradu škody ohněm svedené pojišťovací ústav byly schváleny 27. října 1827. Hlavními zakladateli byli František Josef hrabě z Vrtby ( 1765–1830) a Josef Matyáš hrabě z Thunu a Hohensteinu (1794–1868), kteří později stanuli ve funkci generálních ředitelů. Hlavním cílem bylo na základě vzájemnosti zabezpečovat nemovitý majetek svůj i poddaných proti nebezpečí požáru. První škodu zaplatila pojišťovna v roce 1828 panu J. Lipšanskému z Loučic na panství Žehušickém. Upsané pojištěné hodnoty zpočátku činily 11 milionů zlatých, o třináct měsíců později vzrostly na 36 855 500 zlatých.
Bouřlivý rok 1848, který přinesl zrušení poddanství, nové teritoriální rozdělení země a přenesení veřejné správy do rukou vládních orgánů, znamenal pro první českou pojišťovnu řadu těžkých starostí a nutnost změny vnější organizace. Trvalo řadu let, než byla uspokojivě rozřešena otázka součinnosti s veřejnými úřady. Tyto okolnosti byly také hlavní příčinou těžkých obchodních ztrát, které však společnost nepoložily.
Po stránce hospodářského vývoje se dějiny ústavu v poslední čtvrtině 19. století vyznačovaly stálým vzestupem, který byl jen zčásti zpomalován přechodnými výkyvy méně příznivých let. Trvalá prosperita ústavu v tomto období se projevila zejména v téměř nepřetržitém růstu rezervních fondů. Největší ztrátu v 19. století utrpěla Česká pojišťovna pojistným plněním za škody vzniklé požárem Národního divadla dne 12. srpna 1881 ve výši 297 869 zlatých, ale získala si velkou prestiž u českého národa, a tím propagovala nejen sama sebe, ale i české pojišťovnictví vůbec.

### Rozšiřování nabídky pojištění na větší spektrum rizik (1898–1922)
Na valné hromadě v roce 1909 bylo rozhodnuto o rozšíření činnosti na nová pojišťovací odvětví – pojišťování škod proti krádežím vloupáním a pojištění zákonné odpovědnosti. Bylo rovněž ustanoveno zvláštní oddělení ústavu – požárního zajišťování. Podle tehdejších předpisů nebylo možné připojit životní pojištění k ústavu jako zvláštní oddělení, a tak byl pro tento účel zřízen samostatný ústav, Česká vzájemná životní pojišťovna. Svým ředitelstvím i osobou předsedy správní rady byla však tato společnost úzce spjata s ústavem mateřským.
První česká vzájemná pojišťovna byla členem prakticky všech tarifních i jiných dohod, které byly sjednány v domácím pojišťovacím obchodu. Svůj vliv se snažila posilovat i na Slovensku a Podkarpatské Rusi. Hospodářská krize na počátku třicátých let rozlet ústavu přibrzdila, stejně jako nepřehledná situace za druhé světové války, kdy v zemi převzaly vliv německé pojišťovny.

### Znárodnění a monopolizace (1948–1988)
Vyhláškou Ministerstva financí z 25. května 1948 bylo pět stávajících pojišťoven sloučeno v Československou pojišťovnu n.p., která se tak stala monopolní pojišťovnou na území ČSR pro pojišťování vnitrostátních i zahraničních rizik a zajišťování. V roce 1950 byly vydány dvě zákonné normy, díky nimž byla poprvé v dějinách československého zákonodárství pojišťovna začleněna do ekonomicko-finančního systému ČSR. Nejrozsáhlejší a společensky nejvýznamnější oblastí činnosti ČP bylo pojištění obyvatelstva, zvláštní kapitolou vnitrostátní pojišťovací činnosti bylo pojišťování socialistických organizací (právnických osob). Kromě poskytování pojistné ochrany měla zákonem uloženo aktivní provádění zábrany škod.
Státní pojišťovna se stala součástí československého finančního systému a její organizační struktura se přizpůsobila státnímu administrativnímu členění s hlavní správou v Ministerstvu financí. Na sklonku šedesátých let došlo k závažné změně v souvislostí s federalizací Československa: vznikly Česká státní pojišťovna a Slovenská státní pojišťovna. Nové pojistné potřeby se objevily především v souvislosti s přítomností sovětských okupačních vojsk na československém území.
Změny se dotýkaly třeba nové koncepce rozvoje pojištění obyvatelstva, která se v sedmdesátých a osmdesátých letech v obou pojišťovnách zakládala na přednostním rozvoji pojištění osob. V roce 1975 vydala obě národní Ministerstva financí Zásady o bezziskovosti v životním a důchodovém pojištění. V 70. letech došlo i k vypracování nové koncepce provozování zábranné činnosti v České státní pojišťovně.

## Členění pojištění
Pojištění lze členit z mnoha věcných i formálních hledisek.

### Povinné pojištění
Zákonem je uložena firmám a osobám povinnost účastnit se vymezeného druhu pojištění. Povinná účast na pojištění sleduje především zajištění sociálních jistot lidí a zabezpečení proti škodám způsobených jinými osobami při provozu motorových vozidel. Patří sem:
- zákonné sociální pojištění osob dle zákona o sociálním pojištění – správcem tohoto pojištění je státem spravovaná Správa sociálního zabezpečení, z něj jsou vypláceny dávky nemocenské, důchody a podpory v nezaměstnanosti.
- zákonné zdravotní pojištění osob dle zákona o zdravotním pojištění – objemově je druhé největší, spravují je speciální zdravotní pojišťovny.
- zákonné pojištění odpovědnosti za škodu z provozu motorového vozidla – v roce 1999 skončil monopol České pojišťovny na poskytování tohoto pojištění. Od roku 2000 toto pojištění poskytují vybrané největší pojišťovny, které mají udělenu licenci.
- zákonné pojištění pracovních úrazů a nemoci z povolání zaměstnanců – toto pojištění jsou od roku 1993 povinni uzavírat zaměstnavatelé pro své zaměstnance u jedné z komerčních pojišťoven – České pojišťovny nebo Kooperativy.

Tato pojištění jsou koncipována tak, aby zajistila v případě pojistné události plnění na nejnižší sociální únosné hranici. Pokud má klient zájem pojistit se na vyšší plnění, může si vybrat z nabídky komerčních pojišťoven.

### Dobrovolné pojištění
Toto pojištění není povinné, v Česku je pestrá nabídka komerčních pojišťoven.

## Trh pojišťovacích služeb v ČR
Pojistný trh v České republice reguluje Česká národní banka, která také zveřejňuje aktuální seznamy pojišťoven, zajišťoven, pojišťovacích zprostředkovatelů a samostatných likvidátorů. Dále zde působí Česká kancelář pojistitelů, která plní povinnosti společné pojistitelům provozujícím pojištění odpovědnosti z provozu vozidla, zejména správu garančního fondu, fondu zábrany škod atd. Subjekty trhu sdružuje Česká asociace pojišťoven, Asociace českých pojišťovacích makléřů, Komora pojišťovacích zprostředkovatelů, Unie společností finančního zprostředkování a poradenství, Asociace finančních zprostředkovatelů a finančních poradců a také Česká komora samostatných likvidátorů pojistných událostí.

### Pojišťovny
V roce 1991[zdroj⁠?!] byly zaregistrovány celkem tři pojišťovny. Od roku 2001 je již 31 společností sdruženo v České asociaci pojišťoven.

### Pojišťovací zprostředkovatelé
Všechny kategorie zprostředkovatelů musí splňovat zákonné podmínky, to je zejména povinná registrace u České národní banky, složení odborné zkoušky a čistý trestní rejstřík. Zákon o pojišťovacích zprostředkovatelích rozeznává pět kategorií pojišťovacích zprostředkovatelů:
- Vázaný pojišťovací zprostředkovatel

Vykonává svoji pojišťovací činnost jménem jedné nebo více smluvních pojišťoven, nesmí inkasovat pojistné ani vyplácet pojistné plnění. Klientovi nesmí nabízet stejný produkt od více pojišťoven, různé produkty od různých pojišťoven ale ano. Nabízené produkty nesmějí být vzájemně konkurenční.
- Podřízený pojišťovací zprostředkovatel

Spolupracuje na základě smlouvy s řídícím a za něj zodpovědným výhradním pojišťovacím agentem, pojišťovacím agentem nebo pojišťovacím makléřem. Ve své činnosti se řídí pokyny svého řídícího pojišťovacího zprostředkovatele, jehož jménem jedná. Nesmí inkasovat pojistné ani vyplácet pojistné plnění.
- Výhradní pojišťovací agent

Vykonává svoji činnost výhradně jménem jedné pojišťovny na základě uzavřené písemné smlouvy. Pojišťovna, jejímž jménem výhradní agent jedná a jejíž produkty nabízí, odpovídá za škody, které při své činnosti způsobí. Je-li tím pojišťovnou zmocněn, je oprávněn vybírat pojistné, nebo zprostředkovávat pojistné plnění.
- Pojišťovací agent

Pojišťovací agent vykonává svoji činnost na základě smlouvy s jednou nebo více pojišťovnami. V případě nabídky pojistných produktů více pojišťoven mohou být tyto produkty vzájemně konkurenční. Pojišťovací agent odpovídá za škody způsobené svojí činností a je povinen se pro tyto případy pojistit na částku nejméně 1 200 000 eur. Je-li pojišťovnou zmocněn smí za zákonem určených podmínek inkasovat pojistné a zprostředkovat pojistné plnění.
- Pojišťovací makléř

Je ve své činnosti vázán obsahem smlouvy uzavřené se zájemcem o pojištění. V závislosti na obsahu smlouvy a přání klienta může zpracovávat analýzu pojistných rizik, navrhovat pojistný program, provádět konzultační a poradenskou činnost a správu uzavřených pojistných smluv. Je-li tím pojišťovnou zmocněn, může stejně jako agent za stejných zákonných podmínek inkasovat pojistné a zprostředkovávat pojistné plnění. Také makléř odpovídá za škody způsobené svojí činností a je povinen mít sjednáno pojištění na částku nejméně 1 700 000 eur.

## Rozdělení pojistných služeb

### Životní pojištění
Je sjednáváno vždy pro fyzické osoby, chrání osoby a jejich rodiny proti rizikům těžkých úrazů, jejich trvalých následků, vážných nemocí, úmrtí. Má význam pro růst hypotečních úvěrů – banky požadují jako nutnou podmínku pro uzavření smlouvy i životní pojistku klienta. Rozmach je patrný od roku 2001, kdy parlament schválil daňové zvýhodnění.
Životní pojištění lze rozdělit:
- rizikové – za nižší pojistné poskytuje vysokou pojistnou ochranu, nedojde-li k pojistné události, zaniká bez náhrady
- rezervotvorné – pojistné je vyšší, protože obsahuje spořicí složku. Pojistná částka plus podíly na zisku jsou vyplaceny při pojistné události nebo na konci sjednané pojistné doby

### Neživotní pojištění
Jedná se především o pojištění movitostí a nemovitostí, u nás má tento typ pojištění vzrůstající tendenci. Tento vzrůst však vede i k nárůstu kriminality.[zdroj?]

## Druhy komerčního pojištění
Sem patří především:

### 1. Pojištění osob
- Životní pojištění – toto pojištění je dle novely zákona z roku 2000 zvýhodněno daňovými úlevami.
- Investiční důchodové pojištění – je moderním druhem pojištění, které spojuje klasické životní pojištění s možností aktivně rozhodovat o investování finančních prostředků
- Úrazové pojištění
- Důchodové pojištění
- Pojištění dětí a mládeže
- Pojištění ušlého výdělku – pojištění pobytu v nemocnici, pojištění dlouhodobé péče, pojištění stomatologické péče, pojištění závažných onemocnění
- Pojištění odpovědnosti – také známé jako pojištění „na blbost“, které kryje škody způsobené třetím stranám v souladu s novým občanským zákoníkem.

### 2. Penzijní připojištění
Je specifickým pojištěním, protože při splnění podmínek daných zákonem o penzijním připojištění se na něj vztahují výhody státního příspěvku a daňové úlevy jak pro účastníka penzijního připojištění, tak pro jeho zaměstnavatele, pokud mu na toto připojištění přispívá určitou měsíční částkou. Správcem jsou penzijní fondy.

### 3. Komplexní autopojištění
- Pojištění odpovědnosti za škodu způsobenou provozem vozidla
- Havarijní pojištění základní a doplňkové (skel vozidla, zavazadel, …)
- Úrazové pojištění osob ve vozidle

### 4. Pojištění majetku občanů
- Pojištění domácnosti
- Pojištění nemovitosti – pojištění odpovědnosti za škodu, rekreačních plavidel
- Pojištění – kol, elektrokol, koloběžek, cyklovozíků
- Sportovní pojištění – pojištění sportovního vybavení

### 5. Pojištění podnikatelů a průmyslu
Toto pojištění zahrnuje kupříkladu pojištění elektroniky, pojištění strojů, pojištění stavební a montážní, pojištění letadel, pojištění autodopravce, pojištění odpovědnosti z výkonu povolání, pojištění záruky pro případ úpadku cestovní kanceláře
Ne všechny pojišťovny poskytují celé spektrum služeb. Specializace na určitý druh – např. pojišťovna pro export.

### Pojištění v arabských zemích
V arabských zemích, které jsou pod vlivem islámu (ať faktickým nebo jen pod vlivem formálním) se koncept pojištění zakládá na společném, podílném nesení rizik, tzv. takáful. Na podobném principu vzájemného podílnictví funguje princip P2P, „peer too peer“. Princip takáfulu je odlišný od principů pojišťovnictví, nicméně během bankovní krize 2008–2010 se v zásadě velice osvědčil. Principy takáfulu rovněž nestaví před pojišťovny otazníky, které před ně kladou záporné úrokové míry. Např. kam investovat získané peníze, když klientům slíbili zisk – ale státní dluhopisy nesou záporný výnos.

## Zajišťovny
Zajišťovny jsou specifické instituce, které pojišťují rizika primárních pojišťoven. Jedná se tedy o pojišťovny pro pojišťovny, které musí být kapitálově velmi silné. Na českém trhu působí pouze zahraniční zajišťovny.

## Životní pojištění a penzijní připojištění
Tato pojištění jsou dobrovolná. Každý občan si může vybrat ze široké nabídky různých pojištění. Existuje novela penzijního připojištění, která byla přijatá v roce 1999. U životního pojištění to bylo v roce 2000. Oba druhy pojištění mohou být se státním příspěvkem. V budoucnu se toto pojištění plánuje jako doplněk důchodu – sníží se stávající nevyhovující poměr mezi průměrnou mzdou a průměrným důchodem

### Životní pojištění
Od 1. ledna 2001 jsou platná významná zákonná ustanovení o daňových výhodách pro fyzické osoby i zaměstnavatele, kteří jim přispívají.
Daňové výhody se týkají:
- pojištění pro případ dožití
- pojištění pro případ smrti nebo dožití
- důchodové pojištění

Daňové výhody jsou podmíněny tím, že výplata pojistného plnění nastane nejdříve po 60 kalendářních měsících trvání pojištění a současně nejdříve v kalendářním roce dožití věku 60 let.

### Penzijní připojištění
Od 1. 1. 2000 platí zákonná ustanovení o daňových výhodách, které se vztahují na všechny smlouvy o penzijním připojištění bez ohledu na datum jejich uzavření.

## Daňové výhody

### Daňové výhody občanů
- Životní pojištění – každý občan, který si sám hradí pojistné, může toto pojistné zaplacené na dané zdaňovací období odečíst od základu daně, a to maximálně částkou 12 000 Kč ročně.
- Penzijní připojištění – každý občan má možnost snížit svůj základ daně o jím zaplacené příspěvky na penzijní připojištění a to o částku převyšující 6 000 Kč ročně, maximálně však 12 000 Kč za zdaňovací období.

### Daňové výhody zaměstnanců
- Životní pojištění – pojistné zaplacené zaměstnavatelem za zaměstnance na jeho soukromé životní pojištění je osvobozeno od daně z příjmu fyzických osob do výše 12 000 Kč ročně.
- Penzijní připojištění – zaměstnanci nezdaňují příspěvky, které za ně zaplatí jeho zaměstnavatel a to až do výše 5 % jeho hrubé mzdy.

Zaměstnanec je zároveň občan, proto může uplatnit obě daňové výhody u životního pojištění a obě daňové výhody u penzijního připojištění (odečet pojistného jím samotným a osvobození pojistného zaplaceného jeho zaměstnavatelem)

### Daňové výhody zaměstnavatelů
- Životní pojištění – pojistné, které zaměstnavatel zaplatí na pojištění zaměstnance za zdaňovací období nebo jeho část, je nákladem snižujícím základ daně z příjmu zaměstnavatele a to maximálně do výše 24 000 Kč za toto zdaňovací období.Tato částka může být v libovolném poměru rozdělena mezi životní pojištění a penzijní připojištění.
- Penzijní připojištění – pro zaměstnavatele byl dříve příspěvek na penzijní připojištění zaměstnance uznán jako daňový náklad až do výše 3% vyměřovacího základu pro pojistné na sociální zabezpečení, tj. fakticky do 3 % hrubé mzdy za zdaňovací období. Toto již neplatí.

Veškeré příspěvky od zaměstnavatele na životní a penzijní připojištění jeho zaměstnanců jsou osvobozeny od placení pojistného na sociální a zdravotní pojištění jak na straně zaměstnanců, tak na straně zaměstnavatele.